# Calamaria thanhi
Espèce
Statut de conservation UICN

 DD  : Données insuffisantes
Calamaria thanhi  est une espèce de serpents de la famille des Colubridae.

## Répartition
Cette espèce est endémique de la province de Quảng Bình au Viêt Nam.

## Étymologie
Cette espèce est nommée en l'honneur de Vu Ngoc Thanh.

## Publication originale
- Ziegler & Quyet, 2005 : A new species of reed snake, Calamaria (Squamata: Colubridae), from the Central Truong Son (Annamite mountain range), Vietnam. Zootaxa, n. 1042, p. 27-38